# Winfried Gebhardt
Winfried Gebhardt (* 6. August 1954 in Buttenheim, Bayern) ist ein deutscher Soziologe, Kultursoziologe und Hochschullehrer.

## Leben
Winfried Gebhardt studierte Soziologie, Politikwissenschaft und Volkswirtschaftslehre an der Universität Tübingen, unternahm Post-graduate-studies in Soziologie, Philosophie und Geschichte am University College Cork, Republik Irland, und promovierte 1985 in Soziologie an der Universität Tübingen. Von 1985 bis 1993 war Winfried Gebhardt Akademischer Rat am Lehrstuhl für Allgemeine Soziologie der Universität Bayreuth, habilitierte sich für „Allgemeine Soziologie“ in Bayreuth 1993 und war anschließend Privatdozent. Vor seiner Berufung auf den Lehrstuhl für Soziologie an der Universität Koblenz-Landau, Campus Koblenz, nahm Gebhardt eine Gastprofessur am Institut für Verwaltungswissenschaften der Universität Kosice, Slowakische Republik, wahr. Außerhalb der Universität ist Gebhardt engagiert als Dozent am Institut für Internationale Kommunikation und Auswärtige Kulturarbeit in Bayreuth (IIK) und in der Lehrerfortbildung.

## Gremien und Forschung

### Gutachter und wissenschaftliche Mitgliedschaften
Gebhardt ist Gutachter in der Graduiertenförderung, für Enquete-Kommissionen des Deutschen Bundestages und für das Bundesamt für Naturschutz. Er ist Mitglied der Deutschen Gesellschaft für Soziologie (DGS), hierbei der Sektion Soziologische Theorie und im Vorstand der Sektionen für Religionssoziologie und Kultursoziologie, und der Görres-Gesellschaft (Sektion Soziologie).

### Wissenschaftliche Schwerpunkte
Wichtige Forschungsarbeiten von Gebhardt wurden vorgelegt zur „Einheit der Soziologie Georg Simmel“. Das Prinzip der „Tragödie der Kultur“, über „Feste, Feier und Alltag. Die gesellschaftliche Wirklichkeit des Menschen und ihre Deutung“ und schließlich zum „Charisma als Lebensform. Die soziale Bedeutung und Funktion alternativen Lebens für gesellschaftliche Ordnungen“.